# Datapoint 3300
El DataPoint 3300 fue el primer terminal de computadora fabricado por Computer Terminal Corporation (posteriormente denominada Datapoint). El terminal fue anunciado en 1967 y enviado a los clientes en 1969.  Puesto que estaba diseñado para reemplazar a un teleimpresor como los fabricados por Teletype Corporation, este terminal fue uno de los primeros TTY de cristal o glass TTY fabricado ('glass' para referirse a la pantalla, TTY como la abreviatura de "Teletype").
Aparte de haberse vendido bajo su nombre original, también ha sido fabricado y distribudio como DEC VT06 y HP 2600Un (a partir de 1972).

## Detalles
El Datapoint 3300 emulaba un Teletype Model 33, pero tenía funciones superiores a lo que podía lograr un Teletipo con su salida en papel. Soportaba códigos de control para mover el cursor hacia arriba, hacia abajo, hacia la izquierda y hacia la derecha, hacia la parte superior izquierda de la pantalla o hacia el inicio de la línea inferior. El 3300 también podría limpiar la línea actual desde el cursor hasta el final de la línea o limpiar la pantalla desde un punto hasta el final.
Sin embargo, no soportaba el posicionamiento del cursor en una poisición determinada. La pantalla disponía de 25 filas de 72 columnas de caracteres en mayúscula, en lugar de las dimensiones de 80 x 24 caracteres que se volverían más comunes en los años siguientes.

## Hardware
Como la mayoría de los terminales diseñados hasta mediados de la década de 1970, el Datapoint 3300 se implementó usando lógica TTL en una combinación típica de circuitos integrados de pequeña y mediana escala, es decir, de una manera muy similar a la mayor parte de mini computadoras que se construyeron en los años 1970/80 (como el Digital VAX-11). Los terminales posteriores (como el VT100 ) usaban generalmente un microprocesador para implementar la mayor parte de la interfaz de usuario y la lógica general.
En el momento de su desarrollo, la RAM era cara (no será hasta 1970 cuando Intel desarrolle el 1103, el primer chip semiconductor de memoria DRAM con un coste asequible). Por ello, el terminal almacenaba la visualización de las 25 filas de 72 columnas de caracteres en mayúsculas utilizando cincuenta y cuatro registros de desplazamiento de 200 bits, dispuestos en seis filas de nueve elementos cada una, proporcionando en este caso almacenamiento para 1.800 caracteres de 6 bits. El diseño con registros de desplazamiento significaba que el desplazamiento de la pantalla del terminal se podía lograr de forma sencilla pausando la salida de la pantalla para omitir una línea de caracteres.